# Arnaldo Córdova
Arnaldo Córdova (Ciudad de México, 1937-Ciudad de México, 30 de junio de 2014) fue un historiador, politólogo, jurista, escritor, académico y político izquierdista mexicano. Participó en la fundación del Partido Socialista Unificado de México, donde se desempeñó como diputado federal de 1982 a 1985 durante la LII Legislatura del Congreso de la Unión; también participó en la fundación del Movimiento Regeneración Nacional, en la que militó hasta su muerte.
Formó parte del Sistema Nacional de Investigadores (SNI) y fue investigador emérito del Instituto de Investigaciones Sociales (IIS) de la Universidad Nacional Autónoma de México. A lo largo de su vida, fue autor de más de cincuenta libros, alrededor de cien ensayos y más de doscientos artículos en periódicos y revistas.

## Biografía
Su formación universitaria la obtuvo principalmente en dos universidades, en la Universidad de Michoacán, donde obtuvo una licenciatura en derecho. A los veinticinco años viajó a la Universidad de Roma, en la cual realizó sus estudios correspondientes para obtener su doctorado en Ciencias Políticas. Gracias a Umberto Cerroni aprendió la escuela italiana de ciencias políticas, y adquirió el conocimiento para ser un jurista y un científico social con lo que, al regresar a México, pudo adaptar esta escuela a la situación que había en México, trayendo una corriente de ciencia política al país.
Comenzó a impartir clases en la Universidad Obrera de México en 1958 con la materia de Economía Política, tres años después, trabajó en la Universidad Michoacana de San Nicolás de Hidalgo dando clases de bachillerato y licenciatura hasta 1967, cuando empezó a dar clases en la Universidad Nacional Autónoma de México (UNAM) con la materia de ciencia política, pasando a formar parte del claustro de profesores de la Facultad de Ciencias Políticas y Sociales, en donde fue catedrático del presidente de la República, Andrés Manuel López Obrador. Sirvió en las aulas universitarias de la UNAM hasta 2005.  
Su línea de investigación fue el análisis del sistema político mexicano, abarcando periodos concretos de la historia como el cardenismo, revolución, y lo contemporáneo, también temas relacionados al Estado como el Nacionalismo y la Constitución.

## Carrera política
Tuvo el capital social y económico para iniciar su vida política en 1956, a una temprana edad, a los dieciocho años, cuando empezó a militar en el Partido Comunista Mexicano (PCM), el cual lo envió a una escuela de formación de cuadros comunistas en China. En 1966 abandonó la militancia en el partido.
Además de su vida académica, en la cual se destacó como activista de izquierda, fue parte del Movimiento Acción Popular (MAP), en la década de los setenta, junto a otros políticos, y académicos como José Woldemberg. 
Participó en la fundación del Partido Socialista Unificado de México (PSUM), con el que llegó al cargo de diputado federal en la LII Legislatura, siendo uno de los primeros diputados de izquierda en los años de 1982-1985, y en la fundación del Partido de la Revolución Democrática (PRD) al cual perteneció hasta 2011.  
A pesar de su larga militancia dentro del partido, realizó duras críticas a su estructura y ciertos líderes de este.
En 2014 colaboró junto con Andrés Manuel López Obrador en la fundación del Movimiento Regeneración Nacional, donde permaneció activo hasta su fallecimiento en junio de ese año.

## Obras
Su legado literario consta de 55 obras colectivas, 900 ensayos y libros como:
1. La formación del poder político en México (1972)
2. La ideología de la Revolución mexicana. La formación de un nuevo régimen (1973)
3. La política de masas del cardenismo (1974)
4. Sociedad y estado en el mundo moderno (1976)
5. La revolución en crisis: la aventura del maximato (1995)
6. La Revolución y el Estado en México (1989)
7. La política de masas y el futuro de la izquierda en México (1979)
8. La clase obrera en la historia de México en una época de crisis 1928-1934 (1980)
9. La nación y la Constitución: la lucha por la democracia en México (1989)